# A Pedra do Reino
A Pedra do Reino é uma minissérie brasileira produzida e exibida pela TV Globo de 12 a 16 de junho de 2007, em 5 episódios.
Escrita por Luiz Fernando Carvalho, com colaboração de Luiz Alberto de Abreu e Bráulio Tavares, e com direção deste primeiro, foi baseada no (Romance d)a Pedra do Reino (e o Príncipe do Sangue do Vai-e-Volta) do paraibano Ariano Suassuna.
Conta com a atuação de Irandhir Santos, Luiz Carlos Vasconcelos, Prazeres Barbosa, Everaldo Pontes, Marcélia Carthasso, Germano Hayutt, Antero Montenegro e Cacá Carvalho.

## Enredo
A história é narrada por Pedro Diniz Ferreira Quaderna, em três momentos. No primeiro, ele está preso durante o período do Estado Novo (1937-1945), em Taperoá, na Paraíba, e começa a escrever sua história, a partir das memórias de seus ancestrais. No segundo, aparece como um velho palhaço que conta seu passado num teatro improvisado no centro do vilarejo. Por fim, enfrenta o juiz corregedor que investiga a morte de seu padrinho, dom Pedro Sebastião Garcia-Barreto.

## Elenco
| Interprete              | Personagem                                        |
| ----------------------- | ------------------------------------------------- |
| Irandhir Santos         | Dom Pedro Diniz Quaderna                          |
| Abdias Campos           | João Melchíades Ferreira da Silva                 |
| Allyne Pereira          | Dina me Dói                                       |
| Sidney Moreira          | Argemiro                                          |
| Anthero Montenegro      | Gustavo de Moraes                                 |
| Beatriz Lélis           | Mãe                                               |
| Claudete de Andrade     | Joana Quaderna Garcia-Barreto                     |
| Elias Mendonça          | Dom Ezequiel Veras                                |
| Everaldo Pontes         | Pedro Beato                                       |
| Flávio Rochaa           | Lino Pedra Verde                                  |
| Frank dos Santos        | Leônidas                                          |
| Germano Haiut           | Edmundo Swendson                                  |
| Hilda Torres            | Genoveva Moraes                                   |
| Iziane Mascarenhas      | Clara Swendson/Isabel                             |
| João Ferreira           | Velho Nazário                                     |
| Jones Melo              | Antônio de Moraes                                 |
| Júlio Rocha             | Dr. Pedro Gouveia                                 |
| Jyokonda Rocha          | Onça Caetana/Maria Inominata                      |
| Lázaro Machado          | Ludugero Cobra-Preta                              |
| Luiz Carneiro           | Bastião                                           |
| Maneol Constantino      | Dom Manoel Viana                                  |
| Márcio Tadeu            | Frei Simão                                        |
| Mayana Neiva            | Heliana/Moça Caetana                              |
| Mestre Salustiano       | Pedro Cego                                        |
| Millene Ramalho         | Margarida                                         |
| Moisés Gonçalves        | Pedro Justino Quaderna                            |
| Nelson Lima             | Severino Brejeiro                                 |
| Nill de Pádua           | Malaquias/Dom João Ferreira Quaderna, o Execrável |
| Paulo César Ferreira    | Sinésio                                           |
| Pedro Henrique Dias     | Dom Pedro Sebastião Garcia-Barreto                |
| Pedro Salustiano        | Rei Azul                                          |
| Prazeres Barbosa        | Comendador Basílio Monteiro/Dom Eusébio Monturo   |
| Sandra Belê             | Maria do Badalo, Cangaceira                       |
| Servílio de Holanda     | Silvestre                                         |
| Soia Lira               | Dona Carmem Torres Martins                        |
| Tavinho Teixeira        | Luís do Triângulo                                 |
| Tay Lopez               | Adalberto Coura                                   |
| Vanderléia Pimenta      | Maria Sulpícia                                    |
| Zé Borba                | Mateus                                            |
| Frank Menezes           | Samuel Wandernes                                  |
| Jackson Costa           | Clemente Ravasco                                  |
| Jessier Quirino         | Euclydes Villar                                   |
| Luiz Carlos Vasconcelos | Arésio                                            |
| Renata Rosa             | Maria Safira                                      |
| Marcélia Cartaxo        | Tia Filipa Quaderna                               |
| Felipe Rodrigues        | Quaderna (criança)                                |
| Jéssica Araújo          | Rosa                                              |
| Júnior Candido          | O Capeta da garrafa (cenário)                     |
| Cacá Carvalho           | Juiz Corregedor                                   |

## Produção
A produção foi uma homenagem aos 80 anos do escritor, dramaturgo e poeta nordestino Ariano Suassuna, autor do livro-base (Romance d)a Pedra do Reino (e o Príncipe do Sangue do Vai-e-Volta). Esta é a terceira realização de Luiz Fernando Carvalho com base em obras do autor paraibano, após os filmes Uma mulher vestida de sol (1994) e A farsa da boa preguiça (1995)—este último para a televisão.
Os artistas regionais coordenados pelo artista plástico Raimundo Rodriguez participaram da equipe de produção de arte. A trilha foi composta por Antônio Madureira (Quinteto Armorial) e Marco Antônio Guimarães (Uakti). A transposição para TV apresentou características exploradas pelo Movimento Armorial, movimento cultural-artístico fundado por Ariano Suassuna para promover a ligação da arte de formação técnica erudita com base em tradições da cultura popular nacional.
As gravações aconteceram na cidade de Taperoá, na Paraíba, onde Ariano Suassuna passou sua infância. Durante o processo de preparação, equipe e elenco assistiram a palestras, em pleno sertão, da atriz Fernanda Montenegro, do psicanalista Carlos Byngton e do próprio escritor. Ariano Suassuna declarou que a recriação de Luiz Fernando Carvalho para seu Romance d’A Pedra do Reino resultou numa obra "extraordinariamente bela que o comoveu como autor e como pessoa, como espectador". A relação construída entre Luiz Fernando Carvalho e Ariano Suassuna está registrada na autobiografia póstuma do autor paraibano.
Simultaneamente à exibição da microssérie, a Editora Globo lançou uma caixa de livros sobre a produção da série, a partir do olhar dos principais envolvidos no trabalho - elenco e equipe de criação, em dois volumes. O primeiro volume está organizado na forma de seis livretos, acondicionados em estojo ilustrado, com roteiros de filmagem, anotações e desenhos, que oferecem ao leitor uma visão íntima do processo de criação. O sexto livreto contém os diários do diretor, do elenco e da equipe, espontaneamente criados durante os períodos de ensaios e filmagens. O livro também reproduz parte do manuscrito do autor paraibano que, entusiasmado com a realização da minissérie, retomou sua obra publicada em 1971 e criou desfechos para alguns personagens. O segundo volume é dedicado às fotografias de Renato Rocha Miranda.

### Projeto Quadrante
A partir de A Pedra do Reino, Luiz Fernando Carvalho criou o Projeto Quadrante, uma série de programas regionais de dramaturgia através de adaptações de textos literários de autores naturais de cada estado do Brasil. Da mesma forma, atores locais encenariam os textos. A riqueza do projeto esteve na descoberta de talentos regionais: autores, atores, compositores, artistas em geral. O projeto prestigiou o potencial humano de cada cultura regional, superando a visão simplista do cartão postal. Além de A Pedra do Reino, compuseram o Quadrante as minisséries Capitu (2008)—baseada no livro Dom Casmurro de Machado de Assis—e Dois Irmãos (2017) de Milton Hatoum.

### Escolha do elenco
O elenco foi resultado de uma extensa pesquisa do diretor em busca de talentos por todo o sertão nordestino. Entre outros, A Pedra do Reino marca a estreia dos atores Irandhir Santos e Mayana Neiva e da cantora Renata Rosas na teledramaturgia.

## Audiência
A audiência da estreia do programa foi de 12 pontos, deixando a Globo em 3º lugar, atrás da Record, que exibia Vidas Opostas e O Aprendiz (16,1 pontos), e do SBT que exibia o filme Lara Croft - Tomb Raider (13,8 pontos). Foi a menor audiência do canal nesse horário, desde que o Ibope começou a ser medido com os métodos atuais. No 2º dia de exibição, a minissérie teve um desempenho ainda pior: 9,4 pontos. No 3º capítulo a série teve 11 pontos, mesmo com a ajuda de A Grande Família, que teve 36 pontos de média. Na média final, marcou 11 pontos na Grande São Paulo.

## Recepção
A minissérie recebeu, em 2008, o prêmio de Melhor Direção de Fotografia, oferecido pela Associação Brasileira de Cinematografia (ABC).
Para o crítico Ricardo Calil, "é muito fácil dizer o que não é A Pedra do Reino: ela não é uma visão folclórica do Nordeste como as perpetradas recentemente pela TV e pelo cinema brasileiros; não adere ao naturalismo rasteiro das telenovelas e dos filmes que assimilam esse estilo; não tem uma narrativa linear e uma estética industrial. Segue mesmo a lógica dos sonhos, com delírios visuais de intenso brilho e elipses de tempo, com desorientações espaciais e suspensões de sentido – o que leva a um resultado arrebatador e imperfeito, mas nunca banal ou pasteurizado".
Na opinião de Rodrigo Fonseca, é "a mais radical das odisseias empreendidas pelo diretor Luiz Fernando Carvalho pelas veredas do gosto médio do telespectador brasileiro. Odisseias idealizadas para provar que um país que ainda lê tão pouco pode ser mobilizado pela TV para ouvir falar em literatura".